# Genua (sejl)
 For alternative betydninger, se Genua. (Se også artikler, som begynder med Genua)
Genua er en betegnelse for det forreste sejl på et moderne sejlskib. Det har normalt et areal, der er større end arealet af den trekant, der begrænses af mast, forstag og dæk.